# Platyla microspira
Platyla microspira là một loài động vật chân bụng trong họ Aciculidae. Nó được tìm thấy ở Ý và România.